# Canal I
Canal I es un canal de televisión abierta venezolano, propiedad del empresario Wilmer Ruperti, especializado por emitir programación generalista.

## Historia
En abril del 2005, el propietario de Puma TV, José Luis Rodríguez, vendió su canal al empresario Wilmer Ruperti para crear un canal de televisión de cobertura nacional con el nombre «Todos con la I».
Fue lanzado al aire el 5 de octubre de 2007, con una programación que consistía en programas informativos y de opinión, retransmitiendo la programación de Venezolana de Televisión y El Trece. Su presidente, Wilmer Ruperti, invirtió US$ 21 millones para lanzar Canal I.
El 13 de julio de 2009, cambió su programación para centrarse en producciones generalistas debido a la baja audiencia que recibía por sus noticiarios. De esta manera, Canal I agregó telenovelas como La ex y Pasión de gavilanes, lo que aumentó su recepción de audiencia de 0.5% a 2.7%. Además, agregó telenovelas previamente famosas, como Las bellas y la bestia y Un momento diferente.
En 2014, estrena nuevos programas originales, como Entreversos con el actor Jorge Palacios, dos programas infantiles, Pequeños Entreversos y Genios al ataque, y dos telenovelas producidas por el canal ecuatoriano Ecuavisa: El cholito y El Secreto de Toño Palomino. Para estos años el canal además disminuye el uso de pantalla verde en la mayoría de los espacios. El 11 de diciembre de 2016, Canal I cambió su relación de aspecto de 4:3 a 16:9.
El 13 de marzo de 2020, el canal, junto a otros de la nación, presenta inconvenientes en su señal abierta y en cableoperadoras debido a salida de órbita del satélite VENESAT-1, que fue anunciado el 25 del mismo mes.
En septiembre de 2023, Canal i pasa a ser la señal oficial de los Tiburones de La Guaira, después de que el equipo fuera adquirido por Ruperti. Ese mismo año el canal debuta en las transmisiones de la Liga Profesional de Beisbol Venezuela, y en 2024, con la transmisión de la Serie del Caribe.
A inicios del 2025 el canal pasa de la frecuencia del canal  55  al canal 29 de señal abierta en maracaibo  paso del canal 53  al canal 43

## Lemas
- 2007-2009: Equilibrio en la información, Por la calle del medio, El canal del equilibrio, Cambia tu manera de informarte
- 2009-2010: Pensando en ti, El canal que está de moda
- 2011-2012: Porque sí, Canal Mujer
- 2012-2015: Para ti
- 2014-2015: Pura vida, para ti
- 2015-2017: Pura vida
- 2017-presente: Somos pura vida
- 2021: Es tiempo de Canal I
- 2023: Canal i 16 años / Deportes Canal i (nuestro segmento deportivo): no es sólo deportes, es Canal i

## Locutores
- José Duarte (2007-2009)
- Émerson Gutiérrez (2007-2009)
- Claudia Nieto (2009-2011)
- Juan Francisco del Corral (2009-2011)
- Horacio Blanco (2009-2015)
- Valeria Valle (2014-2016)
- Jairam Navas (2015-2016)
- Marie Claire Harp (2017)
- Bianca Verónica Rosales (2017-2019)
- Carlos Malpica (2017-2019)
- Luis Bochy Martínez (2019-presente)
- María Alejandra Gómez (2019-presente)